# Stapar, Sombor
Stapar (izvirno srbsko Стапар) je naselje v Srbiji, ki upravno spada pod Mesto Sombor; slednja pa je del Zahodnobačkega upravnega okraja.

## Demografija
V naselju živi 3009 polnoletnih prebivalcev, pri čemer je njihova povprečna starost 41,0 let (38,8 pri moških in 43,1 pri ženskah). Naselje ima 1234 gospodinjstev, pri čemer je povprečno število članov na gospodinjstvo 3,01.
To naselje je, glede na rezultate popisa iz leta 2002, večinoma srbsko, a v času zadnjih treh popisov je opazno zmanjšanje števila prebivalcev.
|  |

| Demografija | Demografija     | Demografija     |
| Leto        | Št. prebivalcev | Št. prebivalcev |
| ----------- | --------------- | --------------- |
|             |                 |                 |
|             |                 |                 |
|             |                 |                 |
|             |                 |                 |
| 1948        | 4811            |                 |
| 1953        | 4925            |                 |
| 1961        | 4582            |                 |
| 1971        | 4242            |                 |
| 1981        | 3988            |                 |
| 1991        | 3795            | 3638            |
| 2002        | 3882            | 3720            |
|             |                 |                 |

| Etnična sestava po popisu iz leta 2002 | Etnična sestava po popisu iz leta 2002 | Etnična sestava po popisu iz leta 2002 | Etnična sestava po popisu iz leta 2002 | Etnična sestava po popisu iz leta 2002 |
| -------------------------------------- | -------------------------------------- | -------------------------------------- | -------------------------------------- | -------------------------------------- |
| Srbi                                   | Srbi                                   |                                        | 3.494                                  | 93,92%                                 |
| Hrvati                                 | Hrvati                                 |                                        | 50                                     | 1,34%                                  |
| Jugoslovani                            | Jugoslovani                            |                                        | 29                                     | 0,77%                                  |
| Romi                                   | Romi                                   |                                        | 27                                     | 0,72%                                  |
| Madžari                                | Madžari                                |                                        | 20                                     | 0,53%                                  |
| Bunjevci                               | Bunjevci                               |                                        | 10                                     | 0,26%                                  |
| Črnogorci                              | Črnogorci                              |                                        | 5                                      | 0,13%                                  |
| Slovenci                               | Slovenci                               |                                        | 3                                      | 0,08%                                  |
| Muslimani                              | Muslimani                              |                                        | 3                                      | 0,08%                                  |
| Romuni                                 | Romuni                                 |                                        | 2                                      | 0,05%                                  |
| Makedonci                              | Makedonci                              |                                        | 2                                      | 0,05%                                  |
| Ukrajinci                              | Ukrajinci                              |                                        | 1                                      | 0,02%                                  |
| Slovaki                                | Slovaki                                |                                        | 1                                      | 0,02%                                  |
| Nemci                                  | Nemci                                  |                                        | 1                                      | 0,02%                                  |
| Bošnjaki                               | Bošnjaki                               |                                        | 1                                      | 0,02%                                  |
| Neznano                                | Neznano                                |                                        | 1                                      | 0,02%                                  |